# Победници европских првенстава у атлетици у дворани — 60 метара препоне
Освајачи медаља на европским првенствима у атлетици у дворани у дисциплини трчања на 60 метара са препонама, која је у програму од првог Европског првенства у дворани одржаном 1966. у Дортмунду, приказани су у следећој табели. Постигнути резултати су приказни у секундама. У почетним фазама такмичења Европских првенстава у дворани (тада званим: Европске игре у дворани) најкраће спринтерске трке преко препона су зависиле од величине саме дворане. Тако да се, уместо трка на 60 метара са препонама, на првенствима 1967, 1968, 1969, 1972. и 1981. трчало на 50 метара са препонама. Доње табеле збрајају медаље са трка на 50 и 60 метара са препонама.
Најуспешнији појединац, после 41 европског првенства, је Томас Мункелт из Источне Немачке са 4 освојених златних медаља и једном сребрном. Од земаља најуспешније је Уједињено Краљевство са укупно 13 медаља од чега 5 златних, 7 сребрних и 1 бронзана.
Рекорд европских првенстава у трци на 60 метара са препонама у дворани држи Колин Џексон из Уједињеног Краљевства са 7,39 секунди које је истрчао у полуфиналној трци Европског првенства 1994. у Паризу. На 50 метара са препонама најбрже је трчао Арто Бригаре из Финске када је победио у финалу Еропског првенства у дворани у Греноблу 1981. са резултатом 6,47 секунди.

## Освајачи медаља на европским првенствима у дворани
| ЕП                                              |                                       | Резултат                                |                                        | Резултат |                                       | Резултат |
| Дортмунд 1966                                   | Еди Отоз · Италија                    | 7,7 РЕП                                 | Мајк Паркер · Уједињено Краљевство     | 7,8      | Хинрих Јон · Западна Немачка          | 7,9      |
| Праг 1967 (трка на 50 метара препоне)           | Еди Отоз · Италија                    | 6,4                                     | Валентин Чистјаков · Совјетски Савез   | 6,6      | Анатолиј Михајлов · Совјетски Савез   | 6,7      |
| Мадрид 1968 (трка на 50 метара препоне)         | Еди Отоз · Италија                    | 6,52                                    | Гинтер Никел · Западна Немачка         | 6,68     | Милан Котлик · Чехословачка           | 6,73     |
| Београд 1969 (трка на 50 метара препоне)        | Алан Песко · Уједињено Краљевство     | 6,6                                     | Вернер Трзмил · Западна Немачка        | 6,6      | Николае Пертеа · Румунија             | 6,7      |
| Беч 1970 детаљи                                 | Гинтер Никел · Западна Немачка        | 7,8                                     | Франк Зибек · Источна Немачка          | 7,8      | Ги Дри · Француска                    | 7,8      |
| Софија 1971 детаљи                              | Екарт Беркес · Западна Немачка        | 7,8                                     | Александр Демус · Совјетски Савез      | 7,9      | Серђо Лиани · Италија                 | 7,9      |
| Гренобл 1972 детаљи (трка на 50 метара препоне) | Ги Дри · Француска                    | 6,51                                    | Манфред Шуман · Западна Немачка        | 6,58     | Анатолиј Мошиашвили · Совјетски Савез | 6,59     |
| Ротердам 1973 детаљи                            | Франк Зибек · Источна Немачка         | 7,71 РЕП                                | Адам Галант · Пољска                   | 7,76     | Томас Мункелт · Источна Немачка       | 7,81     |
| Гетеборг 1974 детаљи                            | Анатолиј Мошиашвили · Совјетски Савез | 7,66 РЕП                                | Мирослав Водзински · Пољска            | 7,68     | Франк Зибек · Источна Немачка         | 7,75     |
| Катовице 1975 детаљи                            | Лешек Водзински · Пољска              | 7,69                                    | Франк Зибек · Источна Немачка          | 7,69     | Едуард Переверзев · Совјетски Савез   | 7,74     |
| Минхен 1976 детаљи                              | Виктор Мјасников · Совјетски Савез    | 7,78                                    | Бервин Прајс · Уједињено Краљевство    | 7,80     | Збигњев Јанковски · Пољска            | 7,92     |
| Сан Себастијан 1977 детаљи                      | Томас Мункелт · Источна Немачка       | 7,62 РЕП                                | Виктор Мјасников · Совјетски Савез     | 7,79     | Арто Бригаре · Финска                 | 7,79     |
| Милано 1978 детаљи                              | Томас Мункелт · Источна Немачка       | 7,62 =РЕП                               | Вјечеслав Кулебјакин · Совјетски Савез | 7,72     | Ђузепе Бутари · Италија               | 7,86     |
| Беч 1979 детаљи                                 | Томас Мункелт · Источна Немачка       | 7,59 РЕП                                | Арто Бригаре · Финска                  | 7,67     | Едуард Переверзев · Совјетски Савез   | 7,70     |
| Зинделфинген 1980 детаљи                        | Јуриј Червањов · Совјетски Савез      | 7,54 СР, РЕП                            | Ромуалд Гигел · Пољска                 | 7,73     | Хавијер Морачо · Шпанија              | 7,75     |
| Гренобл 1981 детаљи (трка на 50 метара препоне) | Арто Бригаре · Финска                 | 6,47                                    | Хавијер Морачо · Шпанија               | 6,48     | Ги Дри · Француска                    | 6,54     |
| Милано 1982 детаљи                              | Александр Пучков · Совјетски Савез    | 7,73                                    | Пламен Крастев · Бугарска              | 7,74     | Карл-Вернер Денгес · Западна Немачка  | 7,80     |
| Будимпешта 1983 детаљи                          | Томас Мункелт · Источна Немачка       | 7,48 СР, РЕП                            | Арто Бригаре · Финска                  | 7,60     | Андреас Ошкенат · Источна Немачка     | 7,63     |
| Гетеборг 1984 детаљи                            | Ромуалд Гигел · Пољска                | 7,62                                    | Ђерђ Бакош · Мађарска                  | 7,75     | Јиржи Худец · Чехословачка            | 7,77     |
| Пиреј 1985 детаљи                               | Ђерђ Бакош · Мађарска                 | 7,60                                    | Јиржи Худец · Чехословачка             | 7,68     | Вјечеслав Устинов · Совјетски Савез   | 7,70     |
| Мадрид 1986 детаљи                              | Хавијер Морачо · Шпанија              | 7,67                                    | Даниеле Фонтекио · Италија             | 7,70     | Холгер Поланд · Источна Немачка       | 7,71     |
| Лијевен 1987 детаљи                             | Арто Бригаре · Финска                 | 7,59                                    | Колин Џексон · Уједињено Краљевство    | 7,63     | Најџел Вокер · Уједињено Краљевство   | 7,65     |
| Будимпешта 1988 детаљи                          | Алеш Хефер · Чехословачка             | 7,56                                    | Џон Риџн · Уједињено Краљевство        | 7,57     | Карлос Сала · Шпанија                 | 7,67     |
| Хаг 1989 детаљи                                 | Колин Џексон · Уједињено Краљевство   | 7,59                                    | Холгер Поланд · Источна Немачка        | 7,65     | Филип Туре · Француска                | 7,67     |
| Глазгов 1990 детаљи                             | Игор Казанов · Совјетски Савез        | 7,52                                    | Тони Џерет · Уједињено Краљевство      | 7,58     | Флориан Швартхоф · Западна Немачка    | 7,61     |
| Ђенова 1992 детаљи                              | Игор Казанов · Летонија               | 7,55                                    | Томаш Нагорка · Пољска                 | 7,69     | Јиржи Худец · Чехословачка            | 7,72     |
| Париз 1994 детаљи                               | Колин Џексон · Уједињено Краљевство   | 7,41 у финалу 7,39 у полуфиналу СР, РЕП | Георге Борои · Румунија                | 6,51     | Мајк Фенер · Немачка                  | 6,54     |
| Стокхолм 1996 детаљи                            | Игор Казанов · Летонија               | 7,59                                    | Гунтис Педерс · Летонија               | 7,65     | Џонатан Н'Сенга · Белгија             | 7,66     |
| Валенсија 1998 детаљи                           | Игор Казанов · Летонија               | 7,54                                    | Томаш Шћигачевски · Пољска             | 7,56     | Мајк Фенер · Немачка                  | 7,58     |
| Гент 2000 детаљи                                | Станиславс Олијарс · Летонија         | 7,50                                    | Тони Џерет · Уједињено Краљевство      | 7,53     | Томаш Шћигачевски · Пољска            | 7,56     |
| Беч 2002 детаљи                                 | Колин Џексон · Уједињено Краљевство   | 7,40                                    | Елмар Лихтенегер · Аустрија            | 7,44     | Станиславс Олијарс · Летонија         | 7,51     |
| Мадрид 2005 детаљи                              | Лађи Дукуре · Француска               | 7,50                                    | Фелипе Виванкос · Шпанија              | 7,61     | Роберт Кронберг · Шведска             | 7,65     |
| Бирмингем 2007 детаљи                           | Грегори Седок · Холандија             | 7,63                                    | Марсел ван дер Вестен · Холандија      | 7,64     | Џексон Квињонез · Шпанија             | 7,65     |
| Торино 2009 детаљи                              | Лађи Дукуре · Француска               | 7,55                                    | Грегори Седок · Холандија              | 7,55     | Петр Свобода · Чешка                  | 7,61     |
| Париз 2011 детаљи                               | Петр Свобода · Чешка                  | 7,49                                    | Гарфилд Дариен · Француска             | 7,56     | Адриен Дегелт · Белгија               | 7,57     |
| Гетеборг 2013 детаљи                            | Сергеј Шубенков · Русија              | 7,49                                    | Паоло Дал Молин · Италија              | 7,51     | Паскал Мартино-Лагард · Француска     | 7,53     |
| Праг 2015 детаљи                                | Паскал Мартино-Лагард · Француска     | 7,49                                    | Димитри Баску · Француска              | 7,50     | Вилхем Белосијан · Француска          | 7,52     |
| Београд 2017 детаљи                             | Енди Поци · Уједињено Краљевство      | 7,51                                    | Паскал Мартино-Лагард · Француска      | 7,52     | Петр Свобода · Чешка                  | 7,53     |
| Глазгов 2019 детаљи                             | Милан Трајковић · Кипар               | 7,60                                    | Паскал Мартино-Лагард · Француска      | 7,61     | Аурел Манга · Француска               | 7,63     |
| Торуњ 2021 детаљи                               | Вилхем Белосијан · Француска          | 7,42                                    | Енди Поци · Уједињено Краљевство       | 7,43     | Паоло Дал Молин · Италија             | 7,56     |
| Истанбул 2023 детаљи                            | Џејсон Џозеф · Швајцарска             | 7,41                                    | Јакуб Шимански · Пољска                | 7,56     | Жист Квау-Матје · Француска           | 7,59     |
| Апелдорн 2025 детаљи                            | Јакуб Шимански · Пољска               | 7,43                                    | Вилхем Белосијан · Француска           | 7,45     | Жист Квау-Матје · Француска           | 7,50     |
| Валенсија 2027                                  |                                       |                                         |                                        |          |                                       |          |

## Биланс медаља
| Ранг | Држава               |    |    |    |     |
| ---- | -------------------- | -- | -- | -- | --- |
| 1.   | Уједињено Краљевство | 5  | 7  | 1  | 13  |
| 2.   | Француска            | 5  | 5  | 8  | 18  |
| 3.   | Совјетски Савез      | 5  | 4  | 5  | 14  |
| 4.   | Источна Немачка      | 5  | 3  | 4  | 12  |
| 5.   | Летонија             | 4  | 1  | 1  | 6   |
| 6.   | Пољска               | 3  | 6  | 2  | 11  |
| 7.   | Италија              | 3  | 2  | 3  | 8   |
| 8.   | Западна Немачка      | 2  | 3  | 3  | 8   |
| 9.   | Финска               | 2  | 2  | 1  | 5   |
| 10.  | Шпанија              | 1  | 2  | 3  | 6   |
| 11.  | Холандија            | 1  | 2  | 0  | 3   |
| 12.  | Чехословачка         | 1  | 1  | 3  | 5   |
| 13.  | Мађарска             | 1  | 1  | 0  | 2   |
| 14.  | Чешка                | 1  | 0  | 2  | 3   |
| 15.  | Русија               | 1  | 0  | 0  | 1   |
| 15.  | Кипар                | 1  | 0  | 0  | 1   |
| 15.  | Швајцарска           | 1  | 0  | 0  | 1   |
| 18.  | Румунија             | 0  | 1  | 1  | 2   |
| 19.  | Бугарска             | 0  | 1  | 0  | 1   |
| 19.  | Аустрија             | 0  | 1  | 0  | 1   |
| 21.  | Белгија              | 0  | 0  | 2  | 2   |
| 21.  | Немачка              | 0  | 0  | 2  | 2   |
| 23.  | Шведска              | 0  | 0  | 1  | 1   |
|      | Укупно (23)          | 42 | 42 | 42 | 126 |

| Ранг | Атлетичар             | Држава                     |   |   |   |   |
| ---- | --------------------- | -------------------------- | - | - | - | - |
| 1.   | Томас Мункелт         | Источна Немачка            | 4 | 0 | 1 | 5 |
| 2.   | Игор Казанов          | Совјетски Савез и Летонија | 4 | 0 | 0 | 4 |
| 3.   | Колин Џексон          | Уједињено Краљевство       | 3 | 1 | 0 | 4 |
| 4.   | Еди Отоз              | Италија                    | 3 | 0 | 0 | 3 |
| 5.   | Арто Бригаре          | Финска                     | 2 | 2 | 1 | 5 |
| 6.   | Лађи Дукуре           | Француска                  | 2 | 0 | 0 | 2 |
| 7.   | Франк Зибек           | Источна Немачка            | 1 | 2 | 1 | 4 |
| 7.   | Паскал Мартино-Лагард | Француска                  | 1 | 2 | 1 | 4 |
| 9.   | Хавијер Морачо        | Шпанија                    | 1 | 1 | 1 | 3 |
| 9.   | Вилхем Белосијан      | Француска                  | 1 | 1 | 1 | 3 |
| 11.  | Гинтер Никел          | Западна Немачка            | 1 | 1 | 0 | 2 |
| 11.  | Виктор Мјасников      | Совјетски Савез            | 1 | 1 | 0 | 2 |
| 11.  | Ромуалд Гигел         | Пољска                     | 1 | 1 | 0 | 2 |
| 11.  | Ђерђ Бакош            | Мађарска                   | 1 | 1 | 0 | 2 |
| 11.  | Грегори Седок         | Холандија                  | 1 | 1 | 0 | 2 |
| 11.  | Енди Поци             | Уједињено Краљевство       | 1 | 1 | 0 | 2 |
| 11.  | Јакуб Шимански        | Пољска                     | 1 | 1 | 0 | 2 |
| 18.  | Ги Дри                | Француска                  | 1 | 0 | 2 | 3 |
| 18.  | Петр Свобода          | Чешка                      | 1 | 0 | 2 | 3 |
| 20.  | Анатолиј Мошиашвили   | Совјетски Савез            | 1 | 0 | 1 | 2 |
| 20.  | Станиславс Олијарс    | Летонија                   | 1 | 0 | 1 | 2 |
| 22.  | Тони Џерет            | Уједињено Краљевство       | 0 | 2 | 0 | 2 |
| 23.  | Јиржи Худец           | Чехословачка               | 0 | 1 | 1 | 2 |
| 23.  | Холгер Поланд         | Источна Немачка            | 0 | 1 | 1 | 2 |
| 23.  | Томаш Шћигачевски     | Пољска                     | 0 | 1 | 1 | 2 |
| 23.  | Паоло Дал Молин       | Италија                    | 0 | 1 | 1 | 2 |
| 27.  | Едуард Переверзев     | Совјетски Савез            | 0 | 0 | 2 | 2 |
| 27.  | Мајк Фенер            | Немачка                    | 0 | 0 | 2 | 2 |
| 27.  | Жист Квау-Матје       | Француска                  | 0 | 0 | 2 | 2 |